# Slanklori
Slanklorien (Loris tardigradus) er en halvabe i dovenabefamilien. Den bliver 17,5-26 cm lang og vejer 85-350 gram. Den har ingen hale. Den lever i det sydlige Indien og på Sri Lanka. Den lever hovedsageligt af insekter. 
Hunnen bliver kønsmoden ti måneder gammel og er i brunst to gange om året. Hun er drægtig i 166-169 dage og føder en til to unger. Disse dies i 6-7 måneder.